# Наби, Мухаммед
Мухаммед Наби (известен также как Мохаммади) (пушту محمد نبي محمدي‎; 1920 — 21 апреля 2002) — политический и военный деятель Афганистана. Один из лидеров афганского исламского сопротивления в войне с советскими войсками.
Родился в 1920 году в уезде Баракибарак, провинции Логар, в богатой семье священнослужителей, принадлежал к пуштунскому племени андар. Обучался в медресе провинций Логар, Газни и Лагман.
До 1973 г. Наби работал преподавателем в медресе провинции Логар, был избран депутатом парламента. Используя положение депутата, приобрел незаконно около 100 гектаров орошаемых земель в провинции Гильменд. После свержения в 1973 году Захир-Шаха и прихода к власти Мухаммеда Дауда, Мухаммед Наби, недовольный потерей своего места в парламенте, выступил с проповедями против реформ и режима Дауда.
После свершения в Афганистане революции в 1979 году и образования Демократической Республики Афганистан бежал в Пакистан, где им было создано «Движение исламской революции Афганистана» (ДИРА). В правительстве моджахедов в изгнании занимал должность министра обороны. В январе 1993 года он был назначен Первым вице-президентом, и пробыл на данном посту до 1996 года.
Мухаммед Наби умер в Пакистанской больнице 21 апреля 2002 года.